# Yamaguchi-gumi
Le sixième Yamaguchi-gumi (六代目山口組, Rokudaime Yamaguchi-gumi) est la plus grande famille yakuza actuelle. Il porte le nom de son créateur, Harukichi Yamaguchi, qui le créa en 1915 avec une cinquantaine d'autres gangsters.
C'est l'une des plus grandes organisations criminelles dans le monde. Le nombre de ses membres est évalué à 34 900 personnes en 2010, soit 44,4 % des yakuzas au Japon. Officiellement, en novembre 2005, les membres du Yamaguchi-gumi n'étaient que 102 personnes, dont un oyabun, 15 shatei (jeunes frères) et 86 wakachu (enfants).
Le Yamaguchi-gumi est un des clans les plus riches du monde du crime organisé, il gagne des milliards de dollars[réf. nécessaire] par an grâce à des extorsions de fonds, au jeu, à l'industrie du sexe, au trafic d'armes, au trafic de drogues, ainsi que dans l'immobilier et la construction. Il est également impliqué dans la manipulation des marchés boursiers et la pornographie sur Internet.
Le Yamaguchi-gumi avait initialement son siège à Kōbe, au Japon, mais il exerçait ses activités partout au Japon et mène des opérations en Asie et aux États-Unis. Malgré plus d'une décennie de répression policière, ses effectifs ont augmenté jusqu'au début des années 2000 avant de connaitre des défections et des difficultés de recrutement. Son actuel Oyabun (parrain), Shinobu Tsukasa, mène en 2007 une politique expansionniste - allant jusqu'à opérer à Tokyo, où le Yamaguchi-gumi n'est pas traditionnellement  présent,. En 2015, le groupe, confronté aux difficultés induites par un renforcement des lois anti-yakuzas et à la dégradation de son image, éclate en deux et cherche des solutions pour tenter de perdurer. Le clan d'origine a désormais son siège à Tokyo tandis que le groupe sécessionniste est implanté à Kobé.

## Les dirigeants

### 1erkumicho(1915-1925): Harukichi Yamaguchi
En 1915, Harukichi Yamaguchi, pêcheur de l'île d'Awaji dans la préfecture de Hyōgō, fonde avec environ cinquante dockers une association qui marque le point de départ du Yamaguchi-gumi. Ce regroupement a pour activités la gestion des spectacles de rōkyoku, des jeux, ainsi que le gardiennage de salles de spectacles.

### 2ekumicho(1925-1942): Noboru Yamaguchi
Noboru Yamaguchi, fils de Harukichi Yamaguchi, prend la succession du clan mais décède à 41 ans des suites de blessures reçues lors d'une violente dispute. En 1942, en pleine Seconde Guerre mondiale, les jeunes sont tous recrutés dans l'armée, et il n'y a évidemment plus de travail pour les yakuzas. 

### 3ekumicho(1946-1981): Kazuo Taoka

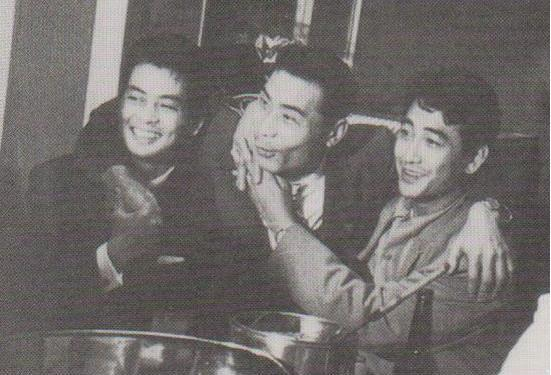
Mitsuru Ono à droite, Kazuo Taoka au milieu, Koji Tsuruta à gauche

Quand Kazuo Taoka hérite du titre de kumicho, le Yamaguchi-gumi n’est encore qu’un clan local, avec seulement quelques dizaines de membres. C’est lui qui en a fait une des plus grandes organisations criminelles au monde. Il a demandé à ses subalternes de fonder des entreprises légales, et leur a permis d'avoir leur propre famille, qui est devenue une sorte de filiale de la famille Yamaguchi-gumi. Il a également créé un système très hiérarchisé dans la famille. Le poste de Wakagashira a ainsi été créé, c’est une sorte de bras droit pour le kumicho. Le wakagashira-hosa complète ce poste, c’est une sorte de second.
Taoka fonde la Kōyō Transport, regroupant les compagnies de fret du port de Kobe. Dans le domaine du spectacle, il fonde la Kobe Geinō-sha dont il établit le bureau à son domicile. Il commence à s'implanter au niveau national en mettant à profit, à partir des années 1950, la chanteuse vedette de la Kobe Geinō-sha, Hibari Misora, et ses liens avec le catcheur Rikidōzan. Le clan Yamaguchi grandit et devient dans les années 1960 la plus grande organisation criminelle du Japon, avec près de 10 000 hommes.
Les autorités se mettent alors à lutter contre le clan. Les activités des entreprises sont limitées, les flux financiers sont stoppés. Pour contrer l'action policière, Taoka se retire de ses activités « légales ». Le clan ne gère plus directement les entreprises mais confie ses activités à des sociétés écran gérées par des partenaires extérieurs appelées kigyō shatei. Ils font cependant toujours intervenir un « dispositif de force » en cas de besoin.

### 4ekumicho(1984-1985): Masahisa Takenaka
Après le décès de Taoka, son premier lieutenant, Kenichi Yamamoto, le kumicho du Yamaken-gumi, était en train de purger une peine de prison, où il succomba d’une insuffisance hépatique peu après. Fumiko Taoka, la femme de Kazuo Taoka, prit donc le pouvoir afin de combler le vide jusqu'à ce qu’un nouveau chef soit retenu par un conseil de huit influents yakuza.
En 1984, ils ont choisi Masahisa Takenaka (kumicho du Takenaka-gumi) comme chef du 4e Yamaguchi-gumi. Un des autres prétendants, Hiroshi Yamamoto (kumicho du Yamahiro-gumi), s'est séparé du Yamaguchi-gumi avec plus de 3 000 yakuzas, pour former la Ichiwa-kai. Une forte rivalité existe entre les deux groupes, ce qui a conduit à une guerre (la guerre Yama-Ichi), après l’assassinat en 1985 de Takenaka et de son wakagashira Katsumasa Nakayama par le Ichiwa-kai.
Durant la guerre, Kazuo Nakanishi (kumicho du Nakanishi-gumi) devient le kumicho provisoire, secondé par Yoshinori Watanabe (kumicho du Yamaken-gumi), jusqu’en 1989.

### 5ekumicho(1989-2005): Yoshinori Watanabe
La guerre de Yama-Ichi prit fin avec le retrait de Hiroshi Yamamoto, sous l’influence de Seijo Inagawa, un chef yakuza très respecté. Le clan élit alors le wakagashira Yoshinori Watanabe comme 5e kumicho de l’organisation. Masaru Takumi (kumicho de Takumi-gumi) est élu pour être son wakagashira. Il était tellement puissant et respecté au sein de l'organisation que son influence éclipsait celle de kumicho dans une certaine mesure.

### 6ekumicho(depuis 2005): Shinobu Tsukasa (nom réel: Kenichi Shinoda)
En 1997, Masaru Takumi était assassiné. À la suite de cet événement, l’organisation fut incapable de choisir un nouveau wakagashira pendant plus de 8 ans. Cela entraîna un affaiblissement des dirigeants de l’organisation. Finalement en 2005, Shinobu Tsukasa, alors kumicho de Hirota-gumi, fut choisi comme nouveau wakagashira, et peu de temps après, en août 2005, devint le 6e kumicho du Yamaguchi-gumi. Watanabe a pris sa retraite — c’est assez rare, habituellement les dirigeants gouvernent jusqu’à leur mort. Kiyoshi Takayama, kumicho de Kodo-kai, est élu wakagashira.
Sous la direction de Tsukasa, le 6e Yamaguchi-gumi a repris son expansion. Le clan a absorbé le Kokusui-kai, basé à Tokyo, mettant ainsi un pied dans la capitale. Tsukasa a été emprisonné en décembre 2005, écopant de six ans de prison. En novembre 2010, son second, Kiyoshi Takayama, est arrêté pour avoir extorqué plus de 400 000 dollars (300 000 euros) à une entreprise de construction. Shinobu Tsukasa sort finalement de prison en avril 2011.
En septembre 2015, treize des 72 gangs associés au Yamaguchi-gumi, dont le Yamaken-gumi (en) (situé aussi à Kobe), le Takumi-gumi (en) (Osaka) et le Kyoyu-kai (Awaji), font sécession,,. Ils reprochent à Kenichi Shinoda de favoriser le Kodo-kai (en), un groupe qu’il a contribué à créer en 1984, ainsi que le montant trop élevé de la redevance annuelle due par les yakuzas. Ces gangs exclus forment le nouveau Kobe Yamaguchi-gumi (en) comptant 3 000 membres, dont les 2/3 sont du Yamaken-gumi,. Une nouvelle division du Yamaguchi-gumi donne naissance à la faction Ninkyō Yamaguchi-gumi en avril 2017.
D'une façon générale, le clan est confronté au durcissement des lois à l'encontre des yakuzas qui mettent à mal leurs finances et les incitent à tenter des réorganisations de leurs activités afin de perdurer.

## Assassinat d’Itchō Itō
Le 17 avril 2007, Tetsuya Shiroo (城尾 哲彌), un des hauts dirigeants du Yamaguchi-gumi, assassine Itchō Itō, maire de Nagasaki, à propos d’un différend pour des dégâts causés à la voiture de Shiroo près d’un chantier de travaux publics. Shiroo est condamné à mort en mai 2008, cependant la cour d'appel japonaise commue sa peine en prison à vie le mardi 29 septembre 2009,.